# 酸ヶ湯

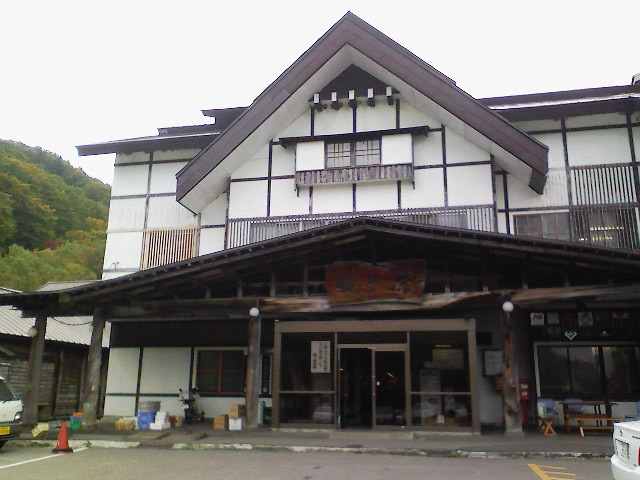
旅館本屋

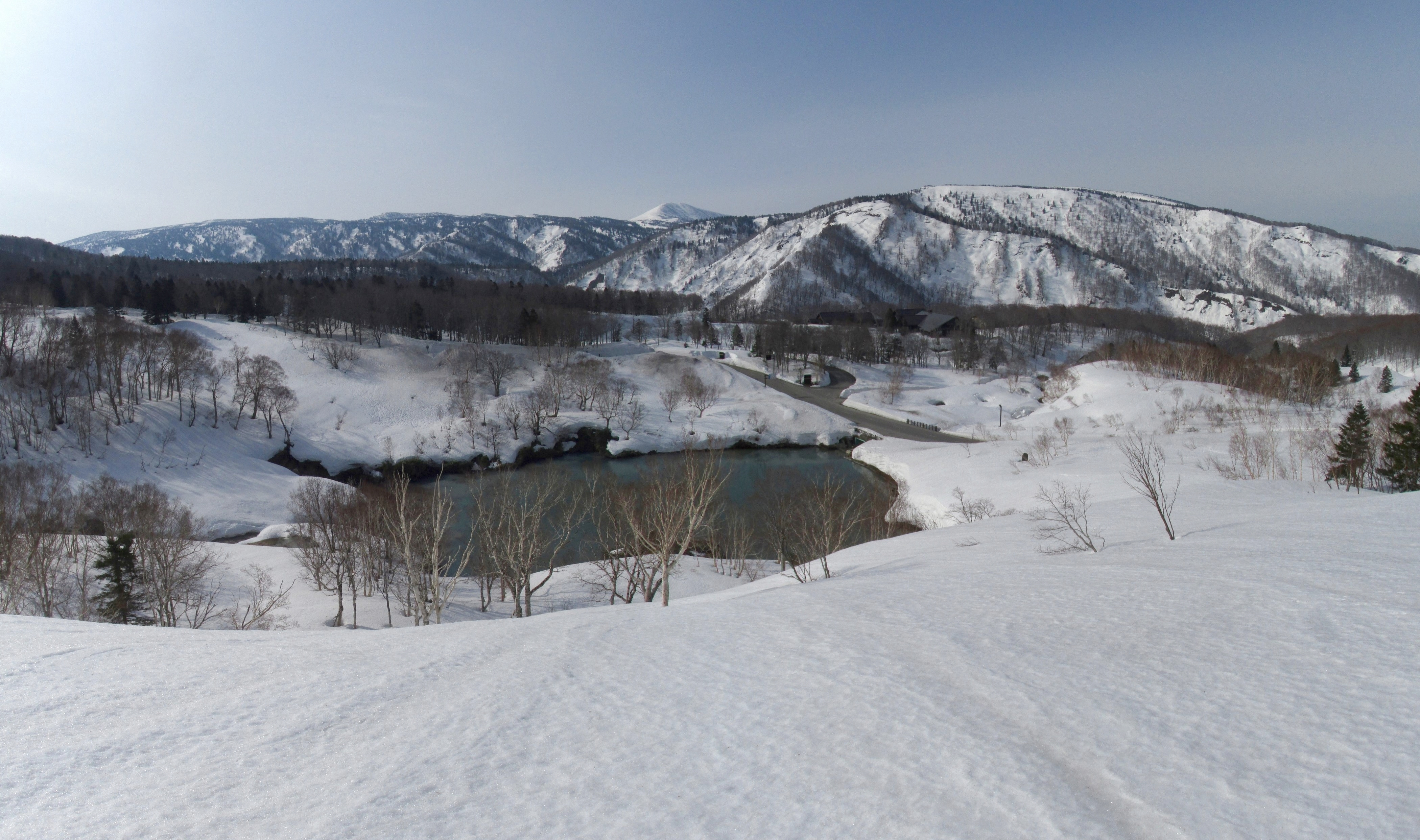
冬の地獄沼

酸ヶ湯（すかゆ）は、青森県青森市南部にある八甲田山系の火山起源の温泉。湯はその名の通り強い酸性を示し、pHは2.0を切る。元の温泉名は鹿湯（しかゆ）で、すかゆは読みの「しかゆ」が変化したもの。

## 泉質
- 酸性泉、含鉄泉、硫黄 - アルミニウム - 硫酸塩泉、塩化物泉[1]、酸性硫黄泉（含石膏、酸性硫化水素泉）。源泉温度 48 - 64度。

## 効能
神経痛、リューマチ、皮膚病、婦人病、胃病、痔疾。

## 温泉宿・施設
八甲田山中の一軒宿で登山帰りに立ち寄る客も多いが、豊富な湯量と各種効能から温泉目的の宿泊客がシーズン期には多数訪れることもあり、宿の規模は大きい。その効能から湯治客も多く、140室のうち90室が湯治部である（自炊のほか、湯治部3号館は食事付きで滞在できる）。
名物は総ヒバ造りの「ヒバ千人風呂」。体育館のような巨大な建物で、大きな浴槽2つ（「熱の湯」「四分六分の湯」）と打たせ湯（湯滝）がある。「熱の湯」と「四分六分の湯」は隣同士であるが泉源が異なる。また名前から受ける印象と実際の湯の温度が異なっている。「熱の湯」は源泉の湯をそのまま使っているが、ややぬるめ（名前の由来は、熱の湯の方が体の芯から温まるから、あるいは源泉の湯をそのまま使っているから）。一方、「四分六分の湯」は源泉の湯に水を混ぜているが、元々の源泉の湯が高温であるため、熱の湯より高温である（名前の由来は「熱の湯にくらべて体の芯から温まらないから」あるいは「湯と水の混合比による」とされている）。
脱衣所は男女別だが、中は混浴となっている。ただし、全くの混浴というわけではなく、大浴槽は中央半分に目印があり、そこで男女が区切られている。なお、全体が女性専用となる時間帯が、短時間ではあるが存在する。また過去には飲用の猪口等が設置されていて、四分六分の湯の飲用（レモン水のような味がする）が可能であった。
温泉浴場として千人風呂の他に、こぢんまりとしており男女別の「玉の湯」がある。千人風呂に洗い場はないが、玉の湯には設置してあり体を洗うことが出来る。

### 入浴
立ち寄り入浴も可能で、温泉に入る際には建物に入ってすぐの券売機で以下の券を購入する必要がある。
入浴料金
- 大人：1000円（小学生以下：500円）

※「千人風呂」と「玉の湯」の両方入浴可、フェイスタオル付き、広間の休憩所利用可。
利用時間
- 立ち寄り入浴：午前7時〜午後5時半
- 千人風呂の女性専用時間帯：午前8時〜9時、午後8時〜9時
- 広間（休憩所）：午前8時〜午後3時

## 歴史
江戸時代前期の1684年（貞享元年）の開湯と伝承される。非常な山奥にもかかわらず、古くから湯治場として訪れる者が多かった。
大正時代、この温泉宿を経営していた郡場直世の妻・フミは、近辺の高山植物を採集して、その標本を各地の研究機関に寄贈した。彼女の功績によって早くから八甲田山の植生が研究されており、そのため酸ヶ湯温泉の付近に東北帝国大学の研究施設（東北帝国大学八甲田山植物実験所、現在の東北大学植物園八甲田分園）が作られた。また彼女の息子・郡場寛は植物学者である。
1954年（昭和29年）、四万温泉、日光湯元温泉と共に国民保養温泉地第1号に指定されている。
一軒宿は前述の混浴の千人風呂が有名であるが、混浴マナーの低下から、女性客の苦情が多くなり、2004年（平成16年）6月には目印の辺りに間仕切りが設置された。しかし今度は間仕切りに対する苦情が増え、同年10月に撤去された。その後、2005年（平成17年）4月に常連客が中心となって「混浴を守る会」が発足し、三浦敬三が男性側の代表に、中村哲子が女性側の代表に就任した。一軒宿の中に看板を設置するなど、混浴マナーの維持活動が行われている。後に三浦の死去にともない男性代表は浅井慎平が就任した。

## 気候
| 酸ケ湯（1991年 - 2020年）の気候 | 酸ケ湯（1991年 - 2020年）の気候 | 酸ケ湯（1991年 - 2020年）の気候 | 酸ケ湯（1991年 - 2020年）の気候 | 酸ケ湯（1991年 - 2020年）の気候 | 酸ケ湯（1991年 - 2020年）の気候 | 酸ケ湯（1991年 - 2020年）の気候 | 酸ケ湯（1991年 - 2020年）の気候 | 酸ケ湯（1991年 - 2020年）の気候 | 酸ケ湯（1991年 - 2020年）の気候 | 酸ケ湯（1991年 - 2020年）の気候 | 酸ケ湯（1991年 - 2020年）の気候 | 酸ケ湯（1991年 - 2020年）の気候 | 酸ケ湯（1991年 - 2020年）の気候 |
| 月                              | 1月                             | 2月                             | 3月                             | 4月                             | 5月                             | 6月                             | 7月                             | 8月                             | 9月                             | 10月                            | 11月                            | 12月                            | 年                              |
| ------------------------------- | ------------------------------- | ------------------------------- | ------------------------------- | ------------------------------- | ------------------------------- | ------------------------------- | ------------------------------- | ------------------------------- | ------------------------------- | ------------------------------- | ------------------------------- | ------------------------------- | ------------------------------- |
| 最高気温記録 °C （°F）          | 6.5 (43.7)                      | 11.8 (53.2)                     | 15.1 (59.2)                     | 21.7 (71.1)                     | 25.9 (78.6)                     | 27.0 (80.6)                     | 28.9 (84)                       | 30.8 (87.4)                     | 28.7 (83.7)                     | 22.4 (72.3)                     | 18.8 (65.8)                     | 12.0 (53.6)                     | 30.8 (87.4)                     |
| 平均最高気温 °C （°F）          | −5.1 (22.8)                     | −4.3 (24.3)                     | −0.2 (31.6)                     | 6.4 (43.5)                      | 13.1 (55.6)                     | 17.6 (63.7)                     | 21.1 (70)                       | 21.9 (71.4)                     | 17.7 (63.9)                     | 11.4 (52.5)                     | 4.5 (40.1)                      | −2.2 (28)                       | 8.5 (47.3)                      |
| 日平均気温 °C （°F）            | −7.5 (18.5)                     | −6.9 (19.6)                     | −3.5 (25.7)                     | 2.8 (37)                        | 9.1 (48.4)                      | 13.6 (56.5)                     | 17.7 (63.9)                     | 18.4 (65.1)                     | 14.1 (57.4)                     | 7.7 (45.9)                      | 1.2 (34.2)                      | −4.9 (23.2)                     | 5.2 (41.4)                      |
| 平均最低気温 °C （°F）          | −10.0 (14)                      | −9.8 (14.4)                     | −6.8 (19.8)                     | −0.8 (30.6)                     | 5.1 (41.2)                      | 9.8 (49.6)                      | 14.6 (58.3)                     | 15.3 (59.5)                     | 10.7 (51.3)                     | 4.2 (39.6)                      | −2.0 (28.4)                     | −7.6 (18.3)                     | 1.9 (35.4)                      |
| 最低気温記録 °C （°F）          | −17.8 (0)                       | −17.3 (0.9)                     | −14.9 (5.2)                     | −10.9 (12.4)                    | −4.4 (24.1)                     | 0.5 (32.9)                      | 5.0 (41)                        | 7.6 (45.7)                      | 0.0 (32)                        | −4.8 (23.4)                     | −13.8 (7.2)                     | −18.0 (−0.4)                    | −18.0 (−0.4)                    |
| 降水量 mm （inch）              | 117.7 (4.634)                   | 80.1 (3.154)                    | 82.4 (3.244)                    | 106.0 (4.173)                   | 117.0 (4.606)                   | 136.1 (5.358)                   | 178.1 (7.012)                   | 211.0 (8.307)                   | 223.0 (8.78)                    | 218.0 (8.583)                   | 195.6 (7.701)                   | 167.7 (6.602)                   | - (72.154)                      |
| 降雪量 cm （inch）              | 454 (178.7)                     | 341 (134.3)                     | 234 (92.1)                      | 97 (38.2)                       | 40 (15.7)                       | 2 (0.8)                         | 0 (0)                           | 0 (0)                           | 0 (0)                           | 11 (4.3)                        | 143 (56.3)                      | 376 (148)                       | 1,706 (671.7)                   |
| 平均月間日照時間                | 11.8                            | 22.5                            | 53.5                            | 112.9                           | 176.4                           | 158.4                           | 117.8                           | 128.4                           | 115.0                           | 104.3                           | 52.9                            | 16.8                            | 1,069.4                         |
| 出典：気象庁                    |                                 |                                 |                                 |                                 |                                 |                                 |                                 |                                 |                                 |                                 |                                 |                                 |                                 |

ケッペンの気候区分の定義上は亜寒帯湿潤気候（Dfb）に属する。酸ケ湯は世界有数の豪雪地帯としても知られており、1981年（昭和56年）まで冬季は閉鎖していた。現在も寒さを利用した凍み豆腐づくりが行われる。年間降雪量は約1706cm、最深積雪は約2370cm。日本の中では富士山（山梨県・静岡県）に次ぐ非常に気温が上がりにくい場所であり、標高890mにもかかわらずアメダスが設置されている。積雪の多い年は、6月上旬 - 中旬頃まで雪が残ることがある。また、夏季の気候に関しては稀に25℃以上の夏日になることもあるものの、八甲田系の高地故に30℃以上の真夏日になることは全くと言っていい程ない（真夏日の記録は1978年（昭和53年）8月3日の30.8℃、2023年（令和5年）8月10日の30.7℃の2回のみであり、45年間にわたって真夏日が記録されていなかった）。
2013年（平成25年）2月21日には、気象庁の現在も観測が行われているアメダス全観測地点史上最高の積雪量512cmを記録し、2月26日午前4時には566cmを記録した。

## アクセス
- 鉄道：JR東日本 / 青い森鉄道・青い森鉄道線 青森駅からJRバス東北十和田北線で1時間15分〜1時間40分（便により異なる）。
- 自家用車：青森自動車道 青森中央インターチェンジから約40分。国道103号線沿線。

## 周辺
八甲田山山中にある当温泉の近辺は、秋には奥入瀬から続く紅葉の名所である。隣接する東北大学植物園八甲田山分園を挟んで南側の荒川温泉にグループ施設の八甲田ホテルがある。付近の名所としては地熱を利用したベンチのまんじゅうふかしや対岸で熱泉が吹き出す地獄沼などがある。

## 映画
- 『風が通り抜ける道』（田中壱征監督作品）沖縄県後援、カンヌ国際映画祭2023年 披露上映作品、沖縄国際映画祭2023年 正式出品作品、一般劇場公開2024年（イオンエンターテイメント）